# Vilnia
La Vilnia ((be) Вільня/Vilnia, (pl) Wilejka, Wilenka) est une rivière de Lituanie et un affluent du Néris, donc un sous-affluent du Niémen.

## Géographie
Elle prend se source près du village de Vindžiūnai, à 5 km au sud de Šumskas, sur la frontière entre la Lituanie et la Biélorussie. La Vilnia est longue de 80 km et son bassin couvre 624 km2. Elle se jette dans la Néris à Vilnius.

## Étymologie
Le nom de la rivière vient du lituanien vilnis (« la vague » ou « l'onde »). Le nom de la ville Vilnius a probablement la même origine.